# В (паровоз, Николаевская железная дорога)
Пассажирский паровоз Санкт-Петербурго-Московской железной дороги (паровоз серии В Николаевской железной дороги) — первый серийный  пассажирский паровоз российского производства. Выпускался в 1845—1848 годах для использования на Санкт-Петербурго-Московской железной дороге.

## История

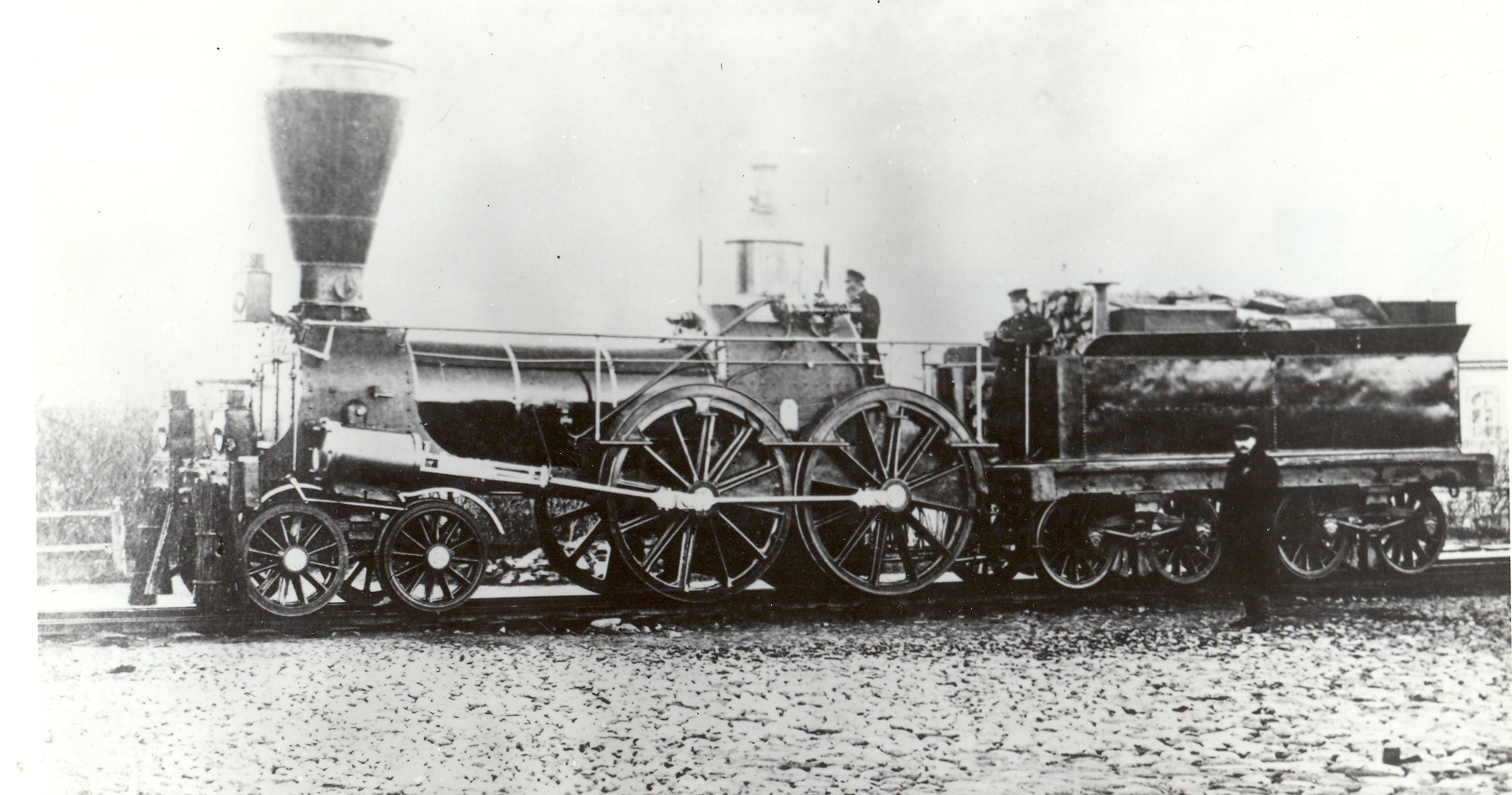
Фотоснимок паровоза. 1860-е годы.

В 1842 году российским императором было утверждено решение о строительстве железной дороги между Санкт-Петербургом и Москвой. Для работы на магистрали предполагалось иметь два типа паровозов — товарный (грузовой) и пассажирский. При строительстве и эксплуатации дороги намеревались использовать материалы и механизмы изготовленные в России, а не закупаемые за рубежом.
До этого времени в России было изготовлено лишь два паровоза на Выйском заводе и нужно было, в том числе, создать относительно крупное отечественное производство локомотивов. Для этого в 1843 году был заключён договор с американцами Уайненсом, Гаррисоном и Иствиком о передачи под их управление сроком на 6 лет Александровского завода возле Петербурга для налаживания на нём производства паровозов и вагонов для Петербурго-Московской железной дороги, а также для их последующего ремонта.
Александровский чугунолитейный механический завод был открыт в середине 1820-х годов в качестве замены пострадавшего от наводнения 1824 года Екатерингофского чугунолитейного завода. До 1843 года, помимо литейного производства, на предприятии изготавливали станки и пароходы.
С помощью американцев завод был подготовлен к производству подвижного состава и, к концу 1845 года предприятие изготовило 30 паровозов. В период с 1845 по 1848 год Александровский завод изготовил все 164 заказанных для железной дороги паровоза, в том числе 43 пассажирских. Стоимость каждого паровоза с тендером составляла 12 тыс. рублей серебром. В 1846 году была построена двухкилометровая соединительная ветка от завода к Петербурго-Московской железной дороге.
В следующем году паровозы начали работать на первом открывшимся на магистрали участке Санкт-Петербург — Колпино. После открытия железной дороги на всём её протяжении, локомотивы водили между столицами поезда в составе багажного, почтового и пяти пассажирских вагонов со скоростью около 40 км/ч. В 1863-1867 годах часть паровозов была капитально перестроена, тогда же они помимо номера получили буквенное обозначение: 33 переделанных пассажирских паровозов стали именоваться серией Б, а 10 оставшиеся без изменений — серией В. Эти десять паровозов продолжали работать на железной дороге до середины 1870-х годов, когда были списаны и заменены более современными паровозами серии К.

## Описание
Масса паровоза составляла 30 тонн, полностью снаряжённого тендера — 26 тонны. Паровозы изготовлялись из российских материалов за исключением осей и рессорной стали, которые закупались в Англии. Топки паровозов изготовлялись из меди, дымогарные трубы из латуни. Парораспределение производилось с помощью расширительных (экспансивных) золотников. Краны для продувки цилиндров открывались снаружи паровоза, в результате чего при трогании с места помощник машиниста вынужден был идти некоторое расстояние рядом с паровозом и забираться в него на ходу. Питание котла производилось с помощью насоса. Колёса были сплошные чугунные без бандажей и противовесов. На паровозах отсутствовали будки и площадки вокруг паровоза, также не было песочниц.